# Jean-Baptiste Bénézech
Pour les articles homonymes, voir Bénézech.
Jean-Baptiste Bénézech, né le 6 avril 1852 à Montpellier (Hérault) et mort le 20 février 1909 à Paris 6e, est un homme politique français.

## Biographie
Fils de Jean Baptiste Jacques Bénézech, cultivateur, et d’Émilie Élisabeth Dauvin, son épouse, Jean Baptiste Bénézech naît à Montpellier en 1852,.
Ouvrier lithographe, il s'engage dans l'activité syndicale et devient trésorier de la Bourse du travail de Montpellier à sa création. Il participe ainsi en 1892 au congrès fondateur de la fédération des bourses du travail.
Socialiste guesdiste, il est membre du Parti ouvrier français et son activité militante lui vaut, en 1894, d'être arrêté par la police dès l'annonce de l'assassinat de Carnot.
Après un échec, prévisible, aux législatives de 1893, il est élu, trois ans plus tard, conseiller municipal de Montpellier.
En 1898, il est élu député de l'Hérault, avec une large avance sur le candidat de droite au second tour (près de 63 % des voix), réélu, avec un peu plus de difficultés, en 1902 (53 %).
Très unitaire, il quitte le POF dont il refusait le sectarisme, et participe à la création d'une fédération socialiste autonome dans l'Hérault, dont il devient le secrétaire.
Délégué au congrès du globe, qui voit l'unification des socialistes au sein de la SFIO, il est élu au conseil national du nouveau parti.
Réélu député en 1906, il meurt brutalement en 1909, au retour d'une séance à la Chambre. Il est incinéré quatre jours plus tard au columbarium du cimetière du Père-Lachaise, après quoi ses cendres sont transférées au cimetière protestant de Montpellier,.

## Hommage
En 1987, la commune de Marsillargues (Hérault) lui dédie un boulevard.